# Tridensimilis brevis
Tridensimilis brevis är en fiskart som först beskrevs av Eigenmann och Eigenmann, 1889.  Tridensimilis brevis ingår i släktet Tridensimilis och familjen Trichomycteridae. Inga underarter finns listade i Catalogue of Life.